# 荔枝核
荔枝核是中药材，为无患子科常绿乔木植物荔枝的成熟种子，主要产于福建、广东、广西等地。本品辛微苦温，入肝胃经，功专行滞气，散寒邪，善治肝郁气滞之证，尤对疝气，睾丸肿痛，用之最宜，亦可治胃痛及妇女少腹冷痛等。

## 性味归经
- 味辛、微苦
- 性温
- 入肝、肾

## 功效及应用
- 行气散结 用于治疗疝气痛，睾丸肿痛。本品辛苦疏泄，有疏肝理气、行气散结、散寒止痛之功。治寒疝腹痛，多与小茴香、青皮、高良薑等同用，如天台乌药散[1]。
- 散寒止痛 用于治疗胃久脘痛，痛经，产后腹痛。本品辛行苦泄温通，有疏肝和胃、理气止痛作用。可用于肝胃气滞之胃脘痛，妇女少腹痛。
- 民間亦有偏方指新鮮荔枝核磨碎後與切成薄片的豬腰一起煮，可以治療腎病

## 用法与用量
煎服，10g～15g

## 化学研究
本品含皂甙、鞣质、α-甘氨酸等。本品所含α-（亚甲环丙基）甘氨酸可使血糖下降、肝糖元降低。

## 外部連結
- . 植物圖像數據庫 (香港浸會大學中醫藥學院).   [2011-12-20]. （原始内容存档于2016-03-04）.
- 天臺烏藥散 （页面存档备份，存于） 中藥方劑像數據庫  (香港浸會大學中醫藥學院) （中文）（英文）